# Casa para Isidra del Cerro
La Casa para Isidra del Cerro es un edificio residencial obra del arquitecto Severino Achúcarro en el municipio cántabro de Castro-Urdiales (España). Fue proyectado en 1899 y se caracteriza por su arquitectura ecléctica, de la que destaca el esquinal rematado por una cúpula gallonada. Desde el 16 de noviembre de 1990 es un Bien de interés cultural bajo identificación RI-51-0005334.

## Arquitectura
El paseo marítimo acoge a la obra de Achúcarro, de estilo eclecticista «francés moderno» debido a su uso de elementos clásicos, como frontones, óculos y almohadillados en conjunción con las torres esquineras, los chapiteles y pináculos. Se trata de un edificio residencial privado, de carácter urbano y con fachadas que encaran tres calles distintas. Posee bajos comerciales, entreplanta, tres pisos habitables y un ático con buhardilla separados por cornisas. Las esquinas, ventanas y las dos plantas inferiores están recubiertas en sillería, en tanto que las tres superiores son de ladrillo. El conjunto se caracteriza por la ornamentación exterior, especialmente en el alero y en el chaflán, que incluye hierro forjado en los balcones y madera en los miradores.
La rotonda que hace de esquina está rematada por una cúpula gallonada de pizarra, sobre la cual se asienta una linterna. Este domo está decorado con escamas y ojos de buey. Cada planta presenta tres vanos, que a partir de la segunda planta forman pequeños balcones.

## Historia
A finales del siglo XIX Isidra del Cerro comisionó la construcción del edificio y de ella también obtuvo su nombre. El arquitecto fue Severino Achúcarro y su discípulo, Leonardo Rucabado, dirigió las obras. Esta estructura se proyectó en un contexto de bonanza económica y cultural en Castro-Urdiales. También en esta época se aplicó un ensanche en la localidad, que dio pie a que se levantaran diferentes edificios de los arquitectos castreños Eladio Laredo y Rucabado, así como del propio bilbaíno Achúcarro. La familia de Isidra del Cerro pertenecía a la burguesía local, y también encargó junto a otras el cementerio municipal de Ballena.